# Campodea repentina
Campodea repentina är en urinsektsart som beskrevs av Otto Conde och Thomas 1957. Campodea repentina ingår i släktet Campodea och familjen Campodeidae. Inga underarter finns listade.